# Махмуд-бей
Махмуд-бей ( осман. محمد بن إيلالدي‎,тур. Cemaleddin Şemsilmülük Mahmud, правил:1096-1098 годах; ум.1098 году ) правитель бейлика Иналогуллары из одноименной династии.
Махмуд был сыном правителя бейлика Илальди. После смерти Илалди в 1142 году правителем номинально стал Махмуд, однако управление княжеством взял на себя  Нисаноглу Муэдуддин. 
В 1151 году эмир Мардина Артукид Тимурташ дважды осаждал Амид. 
В 1144 году эмир Мосула и Алеппо Имадеддин Занги  напал на регион Юго-Восточной Анатолии и захватил Эргани, Халар, Тулхум и Шермюк. После его смерти в 1146 году эти замки и города занял эмир Хасанкейфы Артукид Фахреддин Кара-Арслан. Чтобы обеспечить безопасность княжества в 1148 году эмир Махмуд женился на Сафие Хатун, сестре Кара-Арслана и дочери Артукида Тимурташа, заплатив выкуп за невесту в размере 50 000 золотых. Однако невеста умерла через год и  Махмуд не уплатил выкуп полностью. По этой причине Тимурташ осадил Амид, разграбил и разрушил его окрестности. 
Армия Артукидов осадила Амид во второй раз после того, как визирь Нисаноглу Мэдуддин  убил в Мардине  визиря Артукидов Зейнюддина.
Визирь Ахлатшаха Сукмана II  лично прибыл в Амид, чтобы примирить стороны. Эмир Махмуд и визирь Муэйедуддин покинули город вместе с членами своей семьи и заявили, что  подчиняются Тимурташу и поступают к нему на службу. После смерти визиря Нисаноглу Муейедуддина в 1156 году один из его сыновей, Эбуль-Касым Али, правил княжеством как визирь, а его другой сын Абу Наср был правителем замка Эгиль. Через некоторое время эмир Хасанкейфы Фахреддин Кара-Арслан, который использовал как предлог давление Нисаногуллары на Эмира Махмуда, объединился с другими туркменскими беями и осадил Амид. После этого эмир Махмуд, Эбуль-Касим Али и Эбу Наср обратились за помощью к Данышмендиду Ягибасану. Когда Ягибасан принял меры, его зять Фахреддин Кара-Арслан был вынужден снять осаду и вернуться в свой родной город, разграбив и разрушив районы Харпута и Чемишгезека (июль 1163 ). Хотя Кара-Арслан снова осадил город в следующем году, он снова не смог его взять. Он заключил мирный договор с эмиром Махмудом и визирем Абу-л-Касимом Али и отступил. В 1167 году Кара-Арслан умер и его сменил Нуреддин Мухаммед.
Мухаммед был зятем  сельджукского султана Кылыч-Арслана II. Он поссорился с тестем и примкнул к Салах-ад-Дину. В награду он просил взять Амида и передать ему . Салах-ад-Дин осадил Амид с Нуреддином Мухаммедом, захватил город  и отдал ему. Таким образом, Княжество Иналогуллары  прекратило существование 29 апреля 1183 года.